# Бойсман, Владимир Васильевич
Владимир Васильевич Бойсман (1883—1930) — офицер Российского императорского флота и Российской императорской армии, участник Русско-японской войны, вахтенный офицер и ревизор канонерской лодки «Кореец», участник боя у Чемульпо, Георгиевский кавалер. Участник Первой мировой войны, генерал-майор. Исправляющий должность таврического губернатора в 1917 году.

## Биография
Владимир Васильевич Бойсман родился 6 апреля 1883 года в Кронштадте Санкт-Петербургской губернии в дворянской семье кантониста, капитана 1-го ранга В. А. Бойсмана (1855—1905). 1 сентября 1895 года поступил в Морской кадетский корпус, который окончил 6 мая 1901 года и произведён в мичманы. Назначен в Сибирскую флотилию. В 1902 году находился в заграничном плавании на эскадренном броненосце «Севастополь» в должности вахтенного офицера. Затем назначен на канонерскую лодку «Кореец» исправляющим должность ревизора.

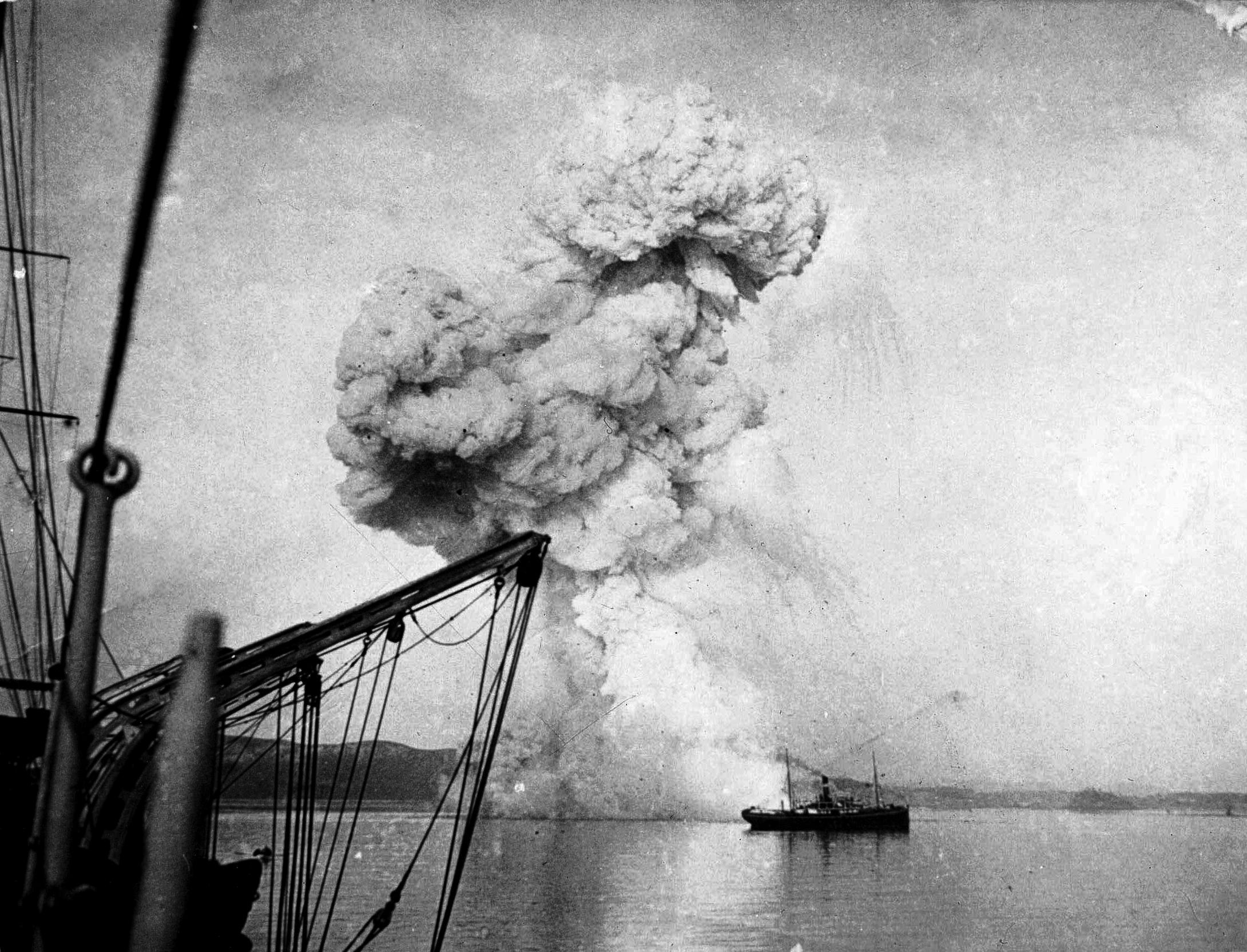
Подрыв «Корейца». 1904 г.

В самом начале Русско-японской войны 1904—1905 годов крейсер 1-го ранга «Варяг» и канонерская лодка «Кореец» находились в нейтральном корейском порту Чемульпо. 27 января (9 февраля) 1904 года они приняли неравный бой у Чемульпо с кораблями японской эскадры. Весь экипаж лодки проявил храбрость и самоотверженность во время боя. Мичман Бойсман в бою руководил подачей к орудиям главного калибра снарядов и требующей особой деликатности картузных зарядов. Из аттестации командира: «…благодаря его рвению никаких задержек в их подаче к орудиям не было». Чтобы не допустить захвата корабля японцами, после боя «Кореец» был взорван на рейде Чемульпо. Экипаж был принят на борт французского крейсера «Паскаль» и доставлен в Сайгон. Вскоре экипаж вернулся в Россию.
За отличие в бою с японской эскадрой 23 февраля 1904 года высочайшим приказом мичман Бойсман был награждён орденом Святой Анны 4-й степени с надписью: «За храбрость» и Аннинским кортиком, а 16 апреля 1904 года — орденом Святого Георгия 4-й степени за бой «Варяга» и «Корейца» с эскадрой адмирала Уриу.
Служил в 11-м флотском экипаже, 17 апреля 1905 года произведён в лейтенанты. В 1905 году находился в учебном плавании с кадетами Морского корпуса на крейсере 2-го ранга «Вестник».
В 1905 году решил поменять место службы и подал прошение на перевод в Российскую императорскую армию. 22 сентября 1905 года был переименован из лейтенантов флота в штабс-ротмистры (со старшинством с 17 апреля 1905 года) и назначен отрядным офицером Ченстоховской бригады пограничной стражи 3-го округа Отдельного корпуса пограничной стражи.
5 июля 1906 года переведён в Военное ведомство офицером 1-й лейб-драгунского Московского императора Александра III полка. Окончил Офицерскую кавалерийскую школу. 17 апреля 1909 года произведён в ротмистры, в 1912 году в подполковники. В 1910—1915 годах продолжал службу в Московском лейб-драгунском полку младшим помощником командира по строевой части. Участник Первой мировой войны. 2 апреля 1915 года произведён в полковники, служил штаб-офицером в штабах 13-й и 12-й армий. В 1915—1916 годах исправлял должность помощника начальника эвакуационного отдела управления начальника санитарной части Северного фронта.
11 января 1917 года был назначен исправляющим должность таврического губернатора, в этом статусе в феврале встречался с государыней Александрой Фёдоровной с которой беседовал о Крыме. В мае 1917 года был уволен от должности в связи с упразднением губернских учреждений. 25 сентября 1917 года был уволен от службы с мундиром, 8 декабря 1917 года разрешено было считать произведённым в генерал-майоры. Был председателем школьной дирекции приходского русского реального училища.
Эмигрировал в Финляндию, некоторое время жил в Райвола (ныне Рощино). Летом и осенью 1918 года состоял членом политического контроля и членом комитета по делам беженцев на пограничной ж.-д. станции в Териоках (ныне Зеленогорск).
С 1918 года участник Белого движения в составе Северо-Западной армии генерала Н. Н. Юденича. После поражения армии Юденича в 1920-х годах вернулся в Финляндию. По непроверенным данным ИНО ГПУ В. В. Бойсман в 1923 г. возглавлял монархическую организацию в Териоках. Работал совместно с представителем Русского комитета в пограничном районе в Келломяках (ныне Комарово) А. Н. Шведером при всех допросах перебежчиков из России.
Старший брат Владимира — Всеволод (1881—1964) окончил Павловское военное училище, подполковник РИА. Эмигрировал в Финляндию.
Умер Владимир Васильевич Бойсман от саркомы 10 августа 1930 года в Териоках (Финляндия), похоронен на местном православном кладбище.

## Награды
Генерал-майор Владимир Васильевич Бойсман был награждён орденами и медалями Российской империи:
- орден Святой Анны 4 степени с надписью «За храбрость» (23.02.1904);
- орден Святого Георгия 4 степени (16.04.1904);
- орден Святого Владимира 4 степени (13.05.1914);
- мечи и бант к ордену Святого Владимира 4 степени (29.04.1915)
- орден Святой Анны 2 степени с мечами (20.10.1916);
- орден Святого Станислава 2 степени с мечами (20.10.1916).

## Комментарии
1. ↑  Сведений о нормативно-правовом акте, разрешающем Бойсману считаться произведённым при отставке в генерал-майоры, не обнаружено.